# کراسی‌وایا مچا
کراسی‌وایا مچا (انگلیسی: Krasivaya Mecha) یک رودخانه در استان لیپتسک کشور روسیه است.